# Kindheit und Jugend auf Samoa

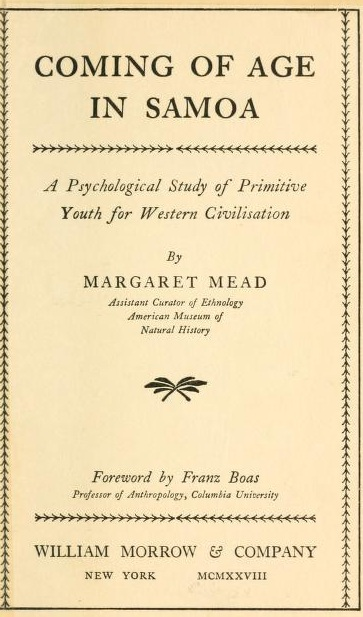
Bucheinband der englischen Erstauflage 1928, mit einem Vorwort von Franz Boas

Kindheit und Jugend auf Samoa (englischer Originaltitel: Coming of Age in Samoa) ist eine Monografie der amerikanischen Ethnologin Margaret Mead. Sie beruht auf ihrer Forschungsarbeit zur Adoleszenz, insbesondere der Adoleszenz von Mädchen auf der samoanischen Insel Ta'u. Mead befasst sich mit den Einzelheiten des sexuellen Verhaltens Jugendlicher in der Gesellschaft Samoas zu Beginn des 20. Jahrhunderts. Sie verdeutlicht darin ihre Auffassung, dass in erster Linie kulturelle Gegebenheiten und nicht die biologischen Grundlagen die psychosexuelle Entwicklung Jugendlicher bestimmen.
Die Veröffentlichung im Jahre 1928 machte Mead zur berühmtesten Ethnologin ihrer Zeit. Die Monographie wurde zum meistgelesenen ethnologischen Buch bis zu Napoleon Chagnons Yanomamö:The Fierce People. Bis heute ist es Gegenstand wissenschaftlicher Diskussionen und gilt als Standardwerk der Kultur-Natur-Kontroverse, wie auch für Themenbereiche der Familiensoziologie, der Adoleszenz- und Genderforschung, der sozialen Normen und Einstellungen.
In den 1980er Jahren stellte der Anthropologe Derek Freeman Meads Forschungsansatz, -methoden und -ergebnisse in Frage. Freemans Kritik wurde seinerseits von einem Großteil der Ethnologen als einseitig und unzutreffend zurückgewiesen.
Die erste deutsche Ausgabe erschien 1970 als Band 1 der dreibändigen Margaret Mead-Ausgabe Jugend und Sexualität in primitiven Gesellschaften im Deutschen Taschenbuchverlag.

## Inhalt

### Vorwort

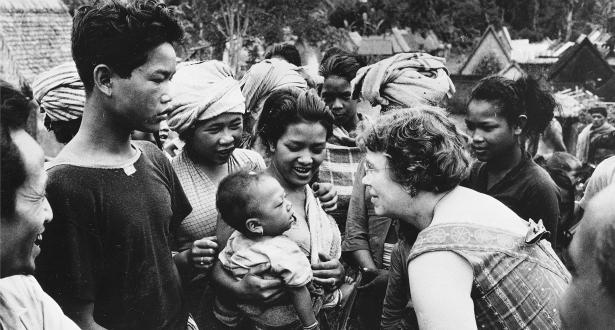
Margaret Mead in Samoa

Im Vorwort schreibt Meads Mentor Franz Boas: 
Höflichkeit, Bescheidenheit, gute Manieren, Übereinstimmung mit bestimmten ethischen Standards sind universell, aber das, was man darunter versteht, ist nicht universell. Es ist aufschlussreich zu erfahren, in welch unerwartet unterschiedlicher Weise die Standards von einander abweichen.

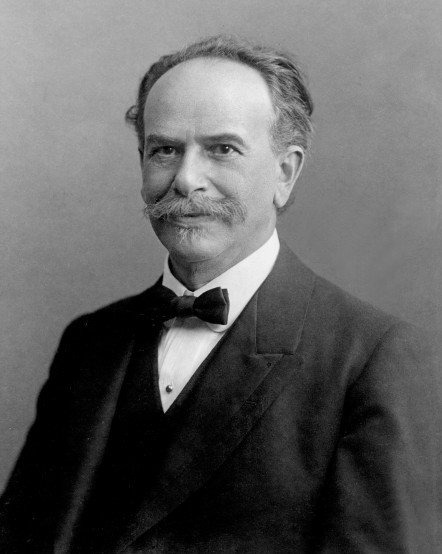
Franz Boas, Meads Mentor

Boas hielt die Untersuchung Meads für wichtig, da Menschen in den USA schon begonnen hatten, die Charakteristika der Pubertät zu diskutieren. Boas war überzeugt davon, dass ein Vergleich mit anderen Kulturen erhellend sei. Pubertät war in der Vergangenheit als Naturphänomen aufgefasst worden, das Menschen durchstehen und bewältigen mussten, um schließlich erwachsen zu werden.

### Einführung

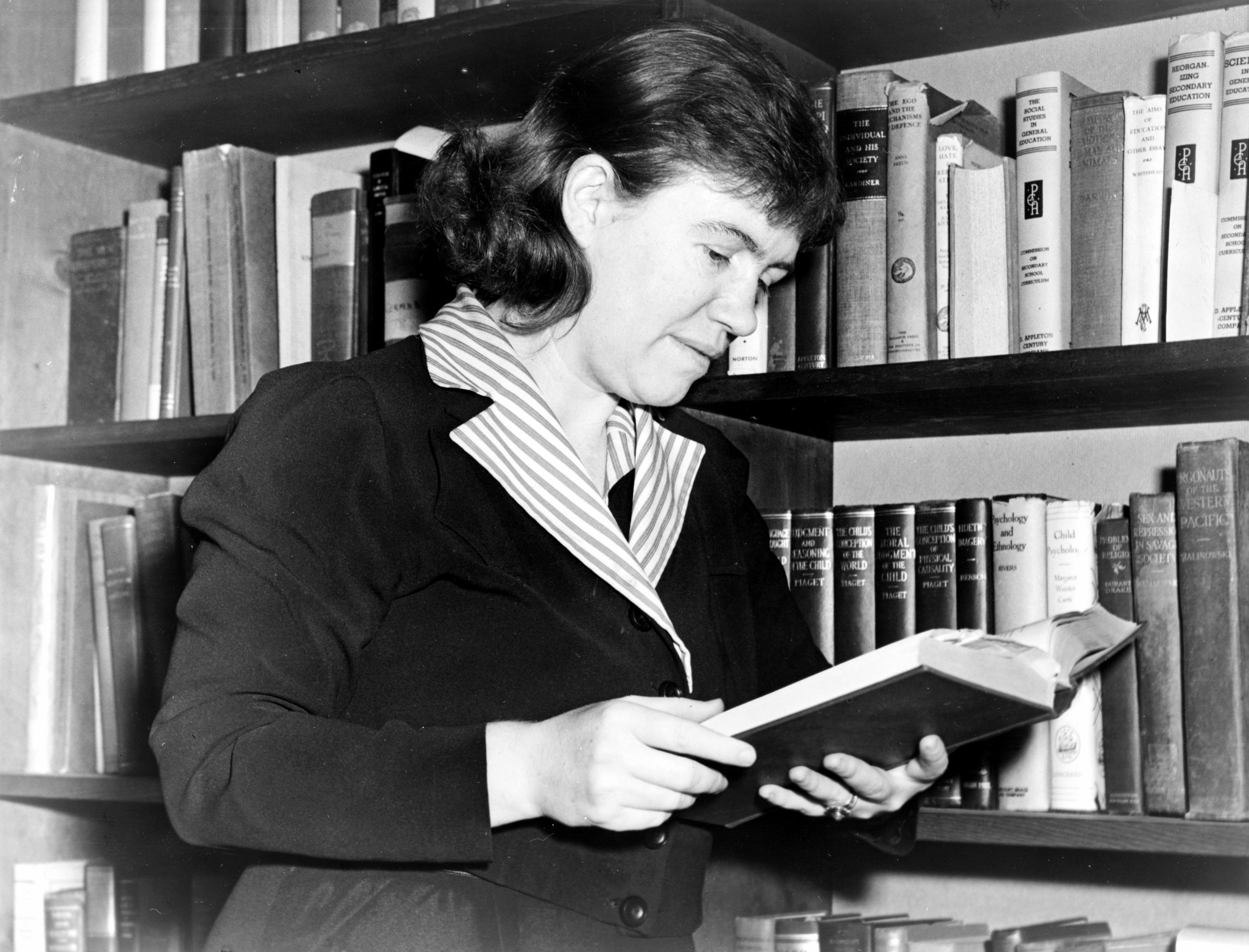
Margaret Mead (etwa zwischen 1930 und 1950)

Mead beginnt mit einer allgemeinen Diskussion der Probleme von Jugendlichen in der modernen Gesellschaft und den verschiedenen Erklärungsansätzen aus Religion, Philosophie, Pädagogik und Psychologie. Die Perspektive der Ethnologie sieht sie als vielversprechende Alternative zum Verständnis sozialer Strukturen und Prozesse. Um einen möglichst großen Kontrast zur europäischen Kultur zu finden, wählt sie die Südsee als Bezugspunkt ihrer Untersuchung der Adoleszenz.

Ihr Ziel definierte sie wie folgt: 
Ich wollte die Frage beantworten, die mich nach Samoa geschickt hat: Sind die Erschütterungen, die unsere Jugendlichen quälen, der Natur des Heranwachsens selbst geschuldet oder der Zivilisation? Bietet die Adoleszenz unter verschiedenen Bedingungen ein anderes Erscheinungsbild?
Um diese Frage zu beantworten, untersuchte sie eine kleine Gruppe von Samoanerinnen in einem kleinen Dorf mit 600 Einwohnern auf der Insel Ta’u. Sie verbrachte dort zwischen 6 und 9 Monaten und beobachtete 68 junge Frauen zwischen 9 und 20 Jahren. Sie untersuchte das Alltagsleben, die Erziehung, die Ordnung des gesellschaftlichen Lebens und seine Dynamik, seine Rituale und Verhaltensvorschriften.

### Leben und Erziehung
Mead beginnt im ersten Kapitel mit der Beschreibung eines typischen Tages auf Samoa. Danach analysiert sie die Erziehung der Kleinkinder. Die Geburt wird mit einem langen rituellen Fest gefeiert. Nach der Geburt werden die Kinder jedoch meist ignoriert, die Mädchen sogar in ritualisierter Weise. Sie beschreibt die Formen der Bestrafung und Disziplinierung, die meist eher symbolisch sind. Kinder sollen von früh auf Tätigkeiten verrichten, die für die Gesellschaft wichtig sind. Wenn sie älter werden, sollen die Jungen sich mehr mit der Fischerei, die Mädchen mehr mit der Kindererziehung befassen. Das Alter spielt dabei keine entscheidende Rolle, eher die physische Entwicklung des Kindes.
Mead beschreibt einige spezifische Fertigkeiten, die die Kinder in Bezug auf Weben und Angeln erlernen müssen, und fügt dann fast beiläufig die erste Beschreibung der Sexualität in Samoa ein. Neben der Arbeit für Mädchen im Teenageralter sei „all ihr [zusätzliches] Interesse auf heimliche sexuelle Abenteuer gerichtet.“ Dies kommt direkt nach einer Passage, in der Mead beschreibt, dass der Ruf, faul zu sein, dem Ansehen eines heranwachsenden Mädchens sehr schaden kann, was impliziert, dass Arbeitsmoral für Samoaner ein wichtigeres Kriterium für die Ehe ist als Jungfräulichkeit.
Männliche Jugendliche werden auf verschiedene Arten ermutigt und bestraft, um sie ehrgeizig und aggressiv zu machen. Männer haben viele verschiedene mögliche Aufgaben (z. B. „Hausbauer, Fischer, Redner, Holzschnitzer“) in der Gemeinde, bei denen sie sich bewähren können. Ihr Status ergibt sich aus der Balance von Tüchtigkeit und Leistung und demütigem Auftreten. Außerdem wird „das soziale Ansehen durch seine amourösen Heldentaten erhöht.“

Für das heranwachsende Mädchen ist der Status dagegen hauptsächlich von dem zukünftigen Ehepartner abhängig. Mead beschreibt das Heranwachsen und die Zeit vor der Eheschließung als Höhepunkt des Lebens eines samoanischen Mädchens. Mead schreibt:
Das siebzehnjährige Mädchen möchte nicht heiraten, noch nicht. Es ist besser, als Mädchen ohne Verantwortung und einer vielfältigen Erfahrung zu leben. Das ist die beste Zeit seines Lebens.

### Der Haushalt

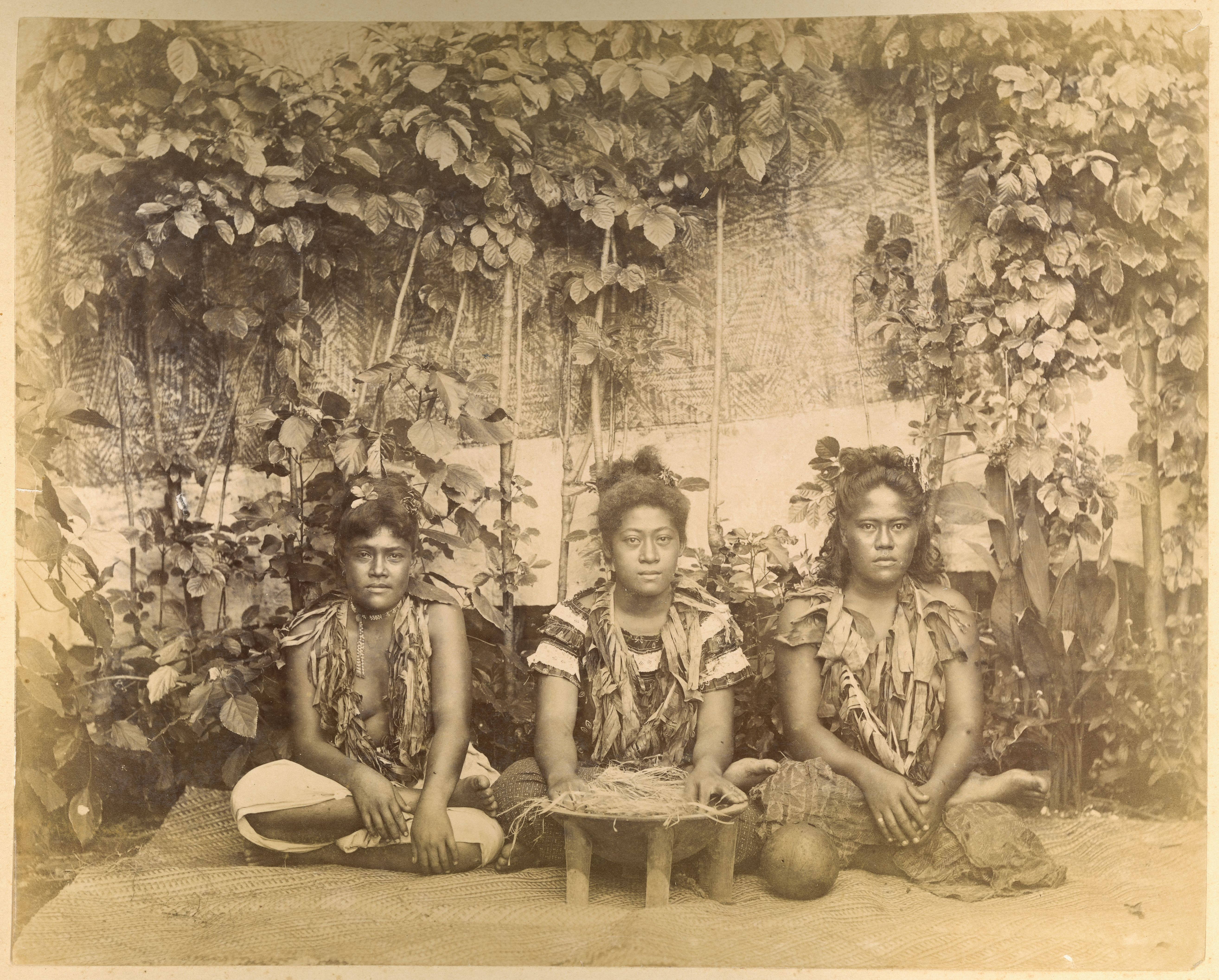
Drei samoanische Frauen bei der Zubereitung von Kava (um 1890)

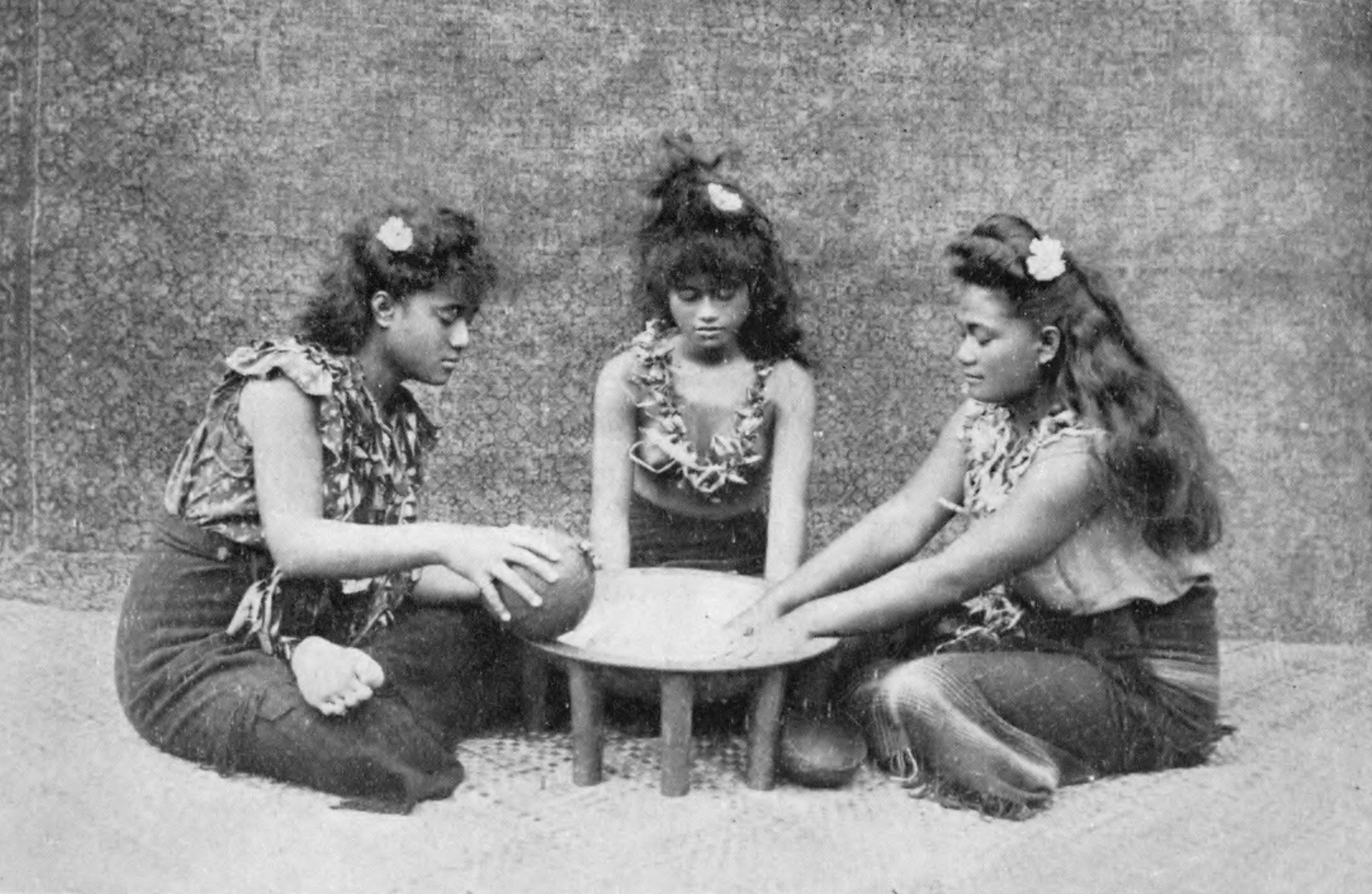
Samoanische Mädchen bei der Ava-Zeremonie

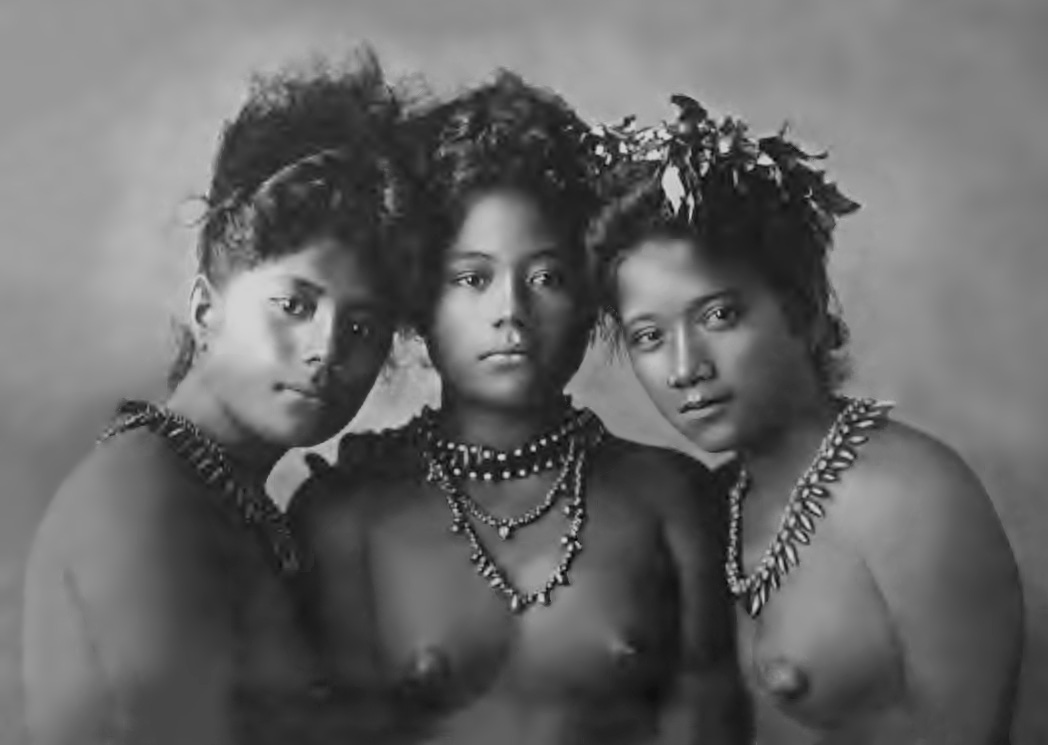
Samoanische Mädchen um 1900

Der nächste Abschnitt beschreibt die Struktur eines samoanischen Dorfes: „Ein samoanisches Dorf besteht aus etwa dreißig bis vierzig Haushalten, von denen jeder von einem Oberhaupt geleitet wird“. Jeder Haushalt ist eine erweiterte Familie mit Witwen und Witwer. Die Haushalte teilen sich die Häuser gemeinsam: Jeder Haushalt besteht aus mehreren Häusern, aber niemand verfügt über Besitz oder bewohnt ständig ein bestimmtes Gebäude. Die Häuser befinden sich möglicherweise nicht alle im selben Teil des Dorfes.
Der Haushaltsvorstand hat die oberste Autorität über die Gruppe. Mead beschreibt, wie die erweiterte Familie den samoanischen Kindern Sicherheit gibt. Kinder sind wahrscheinlich in der Nähe von Verwandten, egal wo sie sich befinden, und jedes vermisste Kind wird schnell gefunden. Der Haushalt bietet Kindern einschließlich Mädchen Freiheit. Laut Mead kann ein Mädchen, wenn es mit den Verwandten, mit denen es gerade lebt, nicht zufrieden ist, immer einfach in ein anderes Haus innerhalb des gleichen Haushalts umziehen. Mead beschreibt auch die verschiedenen und ziemlich komplexen Statusbeziehungen, die eine Kombination von Faktoren sind, wie z. B. die Rolle im Haushalt, der Status des Haushalts im Dorf, das Alter des Individuums usw. Es gibt auch viele Regeln für die Etikette, um Gefallen zu fordern und zu gewähren.

### Gesellschaftsordnung und Regeln

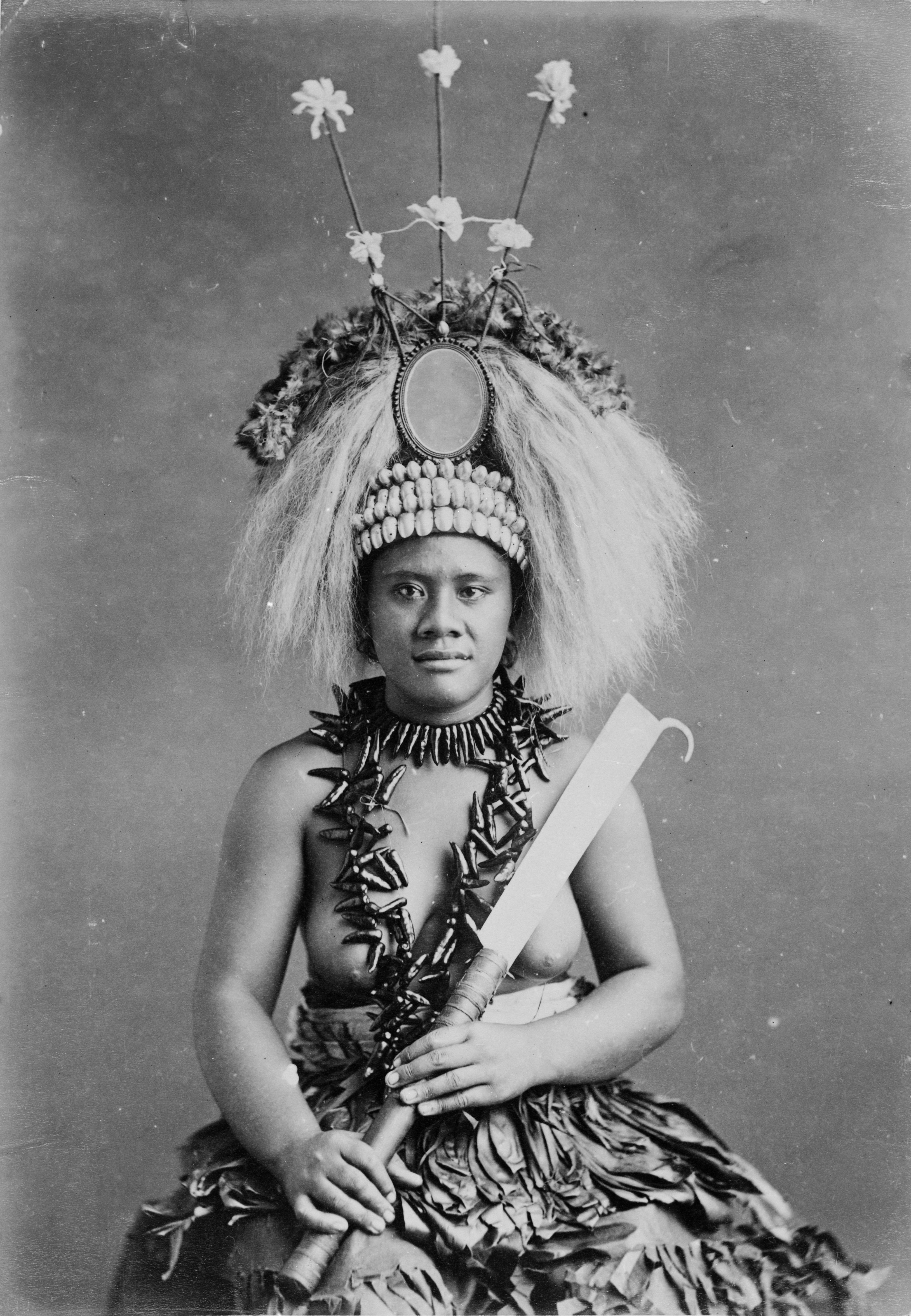
Zeremonielle Tänzerin (Thomas Andrew, um 1890)

Mead beschreibt die vielen Gruppenstrukturen und Dynamiken in der samoanischen Kultur. Die Bildung von Gruppen ist ein wichtiger Teil des samoanischen Lebens von früher Kindheit an, wenn kleine Kinder Gruppen für Spiele und Streiche bilden. In der samoanischen Kultur gibt es verschiedene Arten möglicher Gruppenstrukturen. Beziehungen gehen von Häuptlingen und Hausherren aus; Männer bezeichnen einen anderen Mann als ihren Helfer und Vertreter bei Hofritualen; Männer bilden Gruppen für die Fischerei und andere Arbeitstätigkeiten; Frauen bilden Gruppen, die auf Aufgaben wie Kinderbetreuung und Haushaltsbeziehungen aufbauen. Mead beschreibt Beispiele für solche Gruppen und beschreibt die komplexen Regeln, nach denen sie gebildet werden und wie sie funktionieren. Ihr Schwerpunkt liegt auf samoanischen Mädchen, aber wie anderswo muss sie auch die samoanischen sozialen Strukturen in Gänze beschreiben, damit sich ein umfassendes Bild ergibt.

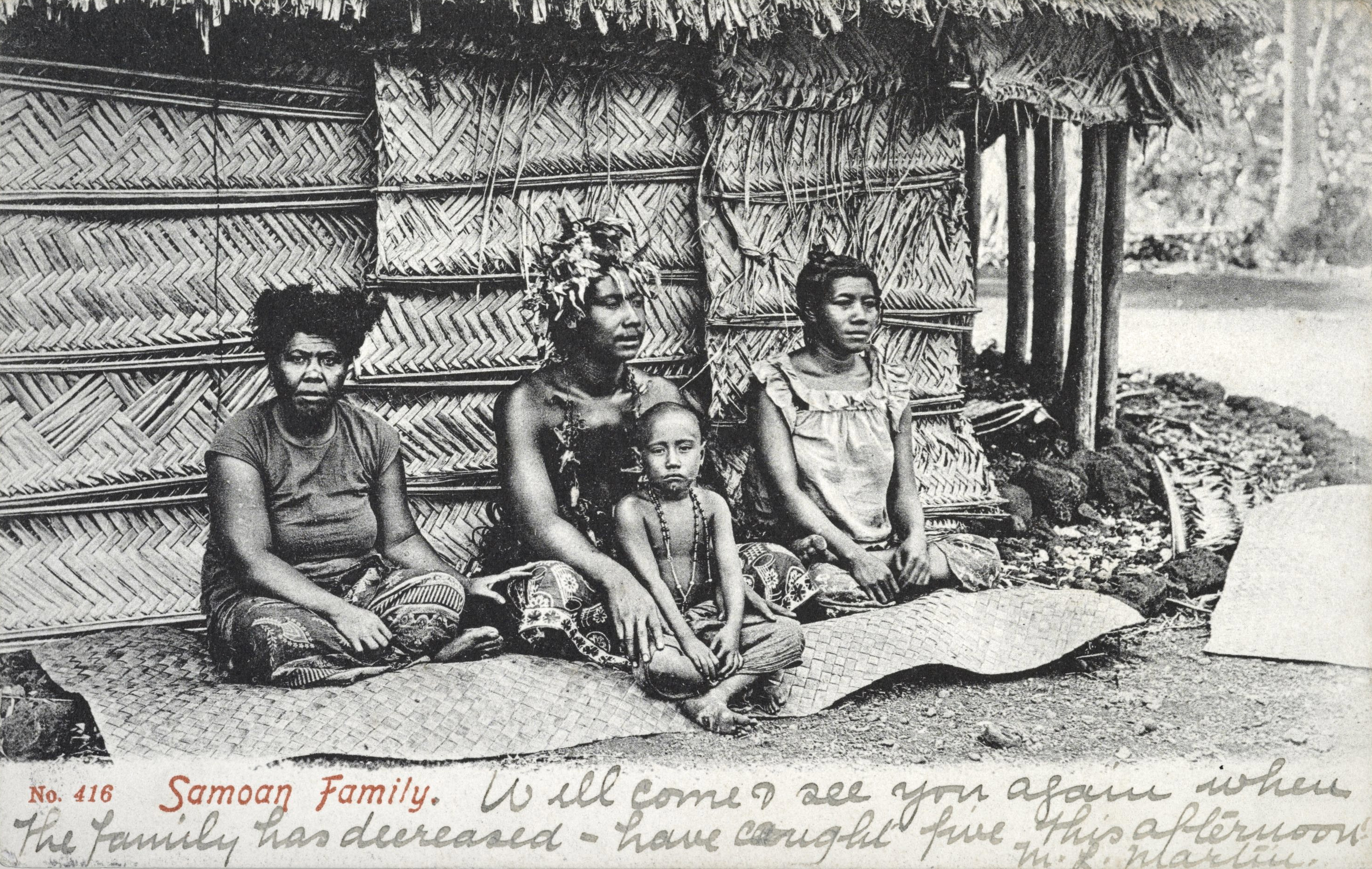
Familie in Samoa um 1909

Mead glaubt, die komplexen und verbindlichen Regeln in diesen Gruppen zeigen, dass das traditionelle westliche Konzept der Freundschaft als Bindung, die freiwillig von zwei Personen mit ähnlichen Interessen eingegangen wird, für samoanische Mädchen nahezu bedeutungslos ist: „Freundschaft ist so strukturiert, dass sie bedeutungslos ist. Ich habe einmal eine junge verheiratete Frau gefragt, ob eine Nachbarin, mit der sie sich ständig stritt und uneinig war, eine Freundin von ihr sei. ‚Warum? Natürlich, der Vater ihres Vaters und der Vater meines Vaters waren doch Brüder.‘“
Die rituellen Anforderungen (z. B. sich an Besonderheiten in Bezug auf Familienbeziehungen und Rollen zu erinnern) sind für Männer weitaus größer als für Frauen. Dies bedeutet auch, dass Männern erheblich mehr Verantwortung aufgebürdet wird als Frauen: „Ein Mann, der mit der Frau eines Häuptlings Ehebruch begeht, wurde geschlagen und verbannt, manchmal sogar von der aufgebrachten Gemeinschaft ertränkt, aber die Frau wurde nur von ihrem Ehemann hinausgeworfen“.
Mead widmet der samoanischen Musik und der Rolle des Tanzens und Singens in der samoanischen Kultur ein ganzes Kapitel. Sie betrachtet sie als bedeutsam, weil sie gegen die Normen verstoßen, die die Samoaner bei allen anderen Aktivitäten als gutes Verhalten definieren, und den Samoanern eine einzigartige Möglichkeit bieten, ihre Individualität zum Ausdruck zu bringen. Laut Mead gibt es normalerweise kein größeres soziales Versagen, als ein Übermaß an Stolz zu demonstrieren oder, wie die Samoaner es beschreiben, „vorzutäuschen, dass man älter ist als in Wirklichkeit“. Dies ist jedoch beim Singen und Tanzen nicht der Fall. Bei diesen Aktivitäten sind Individualität und Kreativität die meistgeschätzten Eigenschaften und Kinder können sich in vollem Umfang ausdrücken, anstatt sich um alters- und statusgerechtes Verhalten zu kümmern: Die Einstellung der Ältesten zur Frühreife beim ... Singen oder Tanzen steht im krassen Gegensatz zu ihrer Haltung gegenüber jeder anderen Form des verlangten Verhaltens. Auf der Tanzfläche ist der gefürchtete Vorwurf „Du tust so, als ob du schon älter wärst“ nie zu hören. Kleine Jungen, die für ein solches Verhalten bei einem anderen Anlass getadelt oder ausgepeitscht würden, dürfen sich putzen, prügeln und plappern und ohne ein Wort des Vorwurfs ins Rampenlicht treten. Die Angehörigen schreien vor Freude über eine Frühreife, für die sie ihre Köpfe in Schande verstecken würden, wenn dies in einer anderen Sphäre gezeigt würde ... Oftmals schenkt eine Tänzerin den anderen Tänzerinnen nicht genug Aufmerksamkeit, um nicht ständig mit ihnen zu kollidieren. Es ist eine echte Orgie aggressiven individualistischen Verhaltens.

### Charakter, Sexualität und Alter
Mead beschreibt die psychische Verfassung des Samoaners als einfacher, ehrlicher und weniger von sexuellen Neurosen bestimmt als die der Menschen des Westens. Sie beschreibt die Samoaner als sehr viel ungezwungener bei Themen wie Menstruation und eher beiläufig bei nicht monogamen sexuellen Beziehungen. Ein Grund dafür ist ihrer Meinung nach die erweiterte Familienstruktur der samoanischen Dörfer. Konflikte, die zu Auseinandersetzungen oder Auseinandersetzungen innerhalb einer traditionellen westlichen Familie führen können, können in samoanischen Familien einfach dadurch entschärft werden, dass eine der Konfliktparteien veranlasst wird, in ein anderes Zuhause umzuziehen, das zum Dorfhaus gehört.
Mead schließt den Abschnitt des Buches, der sich mit dem Leben in Samoa befasst, mit einer Beschreibung des samoanischen Alters ab. Samoanische Frauen im Alter „sind in der Regel eher eine Macht im Haushalt als die alten Männer. Die Männer herrschen zum Teil nach der Autorität, die ihnen ihre Titel verleihen, aber ihre Ehefrauen und Schwestern herrschen durch die Kraft ihrer Persönlichkeit und ihre Kenntnis der menschlichen Natur.“

### Erziehungsprobleme: Unterschiede zwischen USA und Samoa

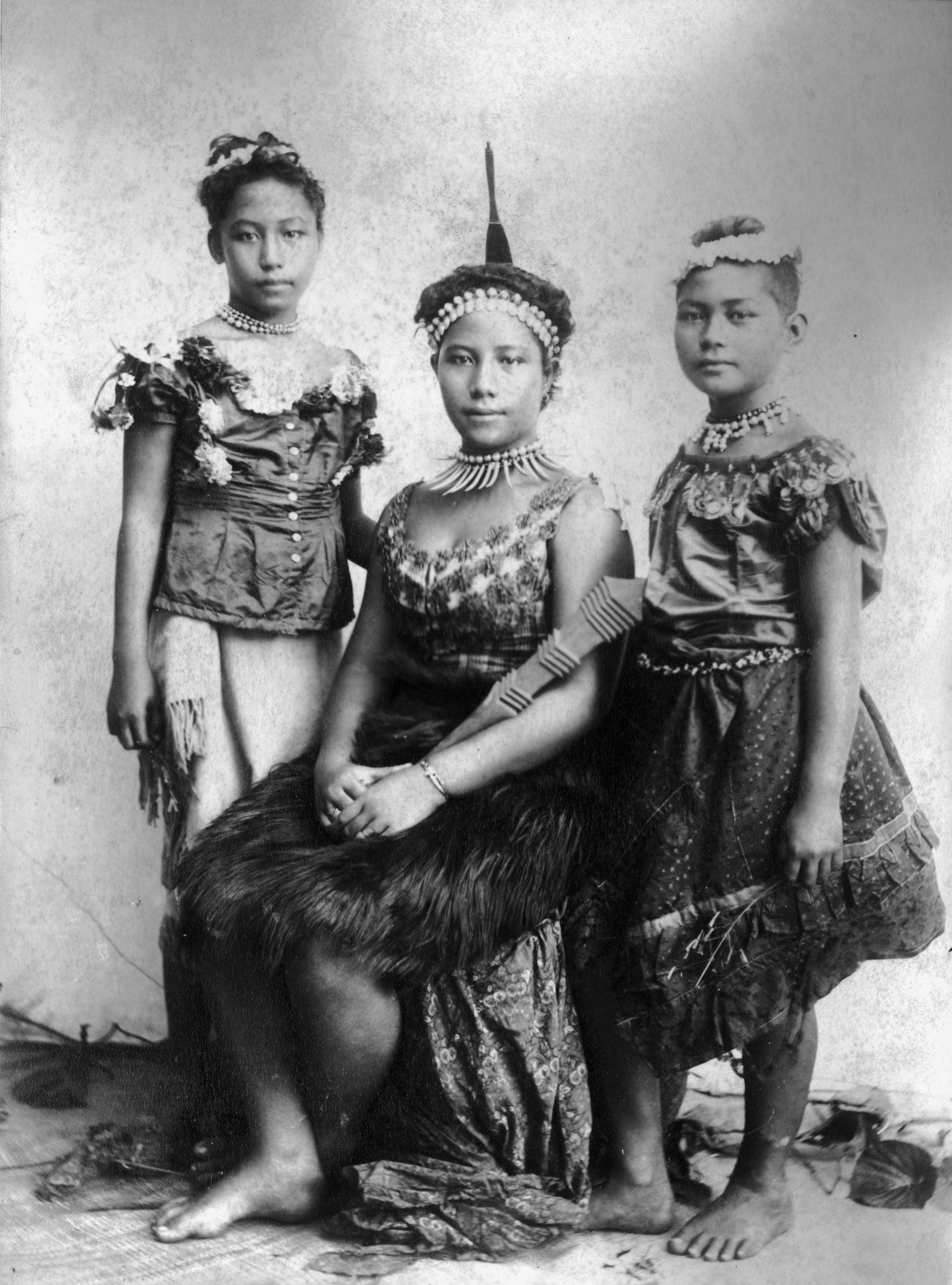
Porträt dreier Mädchen von Samoa (Thomas Andrew, um 1890)

Mead kam zu dem Schluss, dass der Übergang von der Kindheit zum Erwachsenenalter bruchlos vonstatten gehe, ohne die emotionale oder seelische Belastungen, Angst oder Verwirrung, die in den USA zu finden seien.

Mead nahm an, dies liege daran, dass das samoanische Mädchen Teil einer stabilen, monokulturellen Gesellschaft sei, umgeben von Rollenvorbildern, und dass die fundamentalen Tatsachen des Lebens wie Geschlechtsverkehr, Leben und Tod sowie die elementaren Lebensfunktionen nicht verborgen seien. Samoanerinnen stünden nicht unter dem Druck, zwischen widersprüchlichen Werten eine Wahl zu treffen. Sie kommentierte:

Der Vater eines Mädchens in den USA ist vielleicht Presbyterianer, Vegetarier, Abstinenzler mit starker Vorliebe für Edmund Burke, ein Befürworter gewerkschaftsfreier Betriebe und hoher Zölle, der überzeugt davon ist, der Platz der Frau sei am Herd, junge Frauen sollten ein Korsett tragen, nicht ihre Strümpfe herunterrollen, nicht rauchen oder mit jungen Männern am Abend ausreiten. Die Mutter dagegen könnte eine Angehörige der Niederen Episkopalkirche sein, für die an ein hoher Lebensstandard wichtig ist und die für die Rechte des Staates und die Monroe-Doktrin eintritt, Rabelais liest, musikalische Darbietungen und Pferderennen besucht. Die Tante wiederum ist Agnostikerin, glühende Verteidigerin der Frauenrechte, eine Internationalistin, die an Esperanto glaubt, Bernhard Shaw verehrt und in ihrer Freizeit an Demonstrationen gegen Vivisektion teilnimmt. Ihr älterer Bruder, den sie überaus verehrt, hat gerade zwei Jahre in Oxford verbracht, ist Katholik anglikanischer Prägung, voller Begeisterung gegenüber der Welt des Mittelalters, schreibt mystische Gedichte, liest Chesterton und will sein Leben der Suche nach dem verlorenen Geheimnis der mittelalterlichen Glasmalerei widmen. Der jüngere Bruder ihrer Mutter....

... [an American] girl's father may be a Presbyterian, an imperialist, a vegetarian, a teetotaller, with a strong literary preference for Edmund Burke, a believer in the open shop and a high tariff, who believes that women's place is in the home, that young girls should wear corsets, not roll their stockings, not smoke, nor go riding with young men in the evening. But her mother's father may be a Low Episcopalian, a believer in high living, a strong advocate of States' Rights and the Monroe Doctrine, who reads Rabelais, likes to go to musical shows and horse races. Her aunt is an agnostic, an ardent advocate of women's rights, an internationalist who rests all her hopes on Esperanto, is devoted to Bernard Shaw, and spends her spare time in campaigns of anti-vivisection. Her elder brother, whom she admires exceedingly, has just spent two years at Oxford. He is an Anglo-Catholic, an enthusiast concerning all things medieval, writes mystical poetry, reads Chesterton, and means to devote his life to seeking for the lost secret of medieval stained glass. Her mother's younger brother.

## Wirkungsgeschichte
Bei seiner Veröffentlichung erhielt das Buch Meads ein großes Maß an Aufmerksamkeit in der akademischen Welt wie in der allgemeinen Presse. Ihr Verleger William Morrow hatte Empfehlungen bekannter Wissenschaftler zusammengestellt, darunter Bronislaw Malinowski und John Watson. Ihr Lob für Mead brachte dem Buch Erfolg und zog das Interesse der Öffentlichkeit an. Später folgten sensationsheischende Überschriften wie „Samoa is the Place for Women“ und Samoa sei der Ort „Where Neuroses Cease“.

### Folgen für die ethnologische Forschung
Vor Mead war die eingehende immersive Feldforschung allgemein nicht üblich gewesen. Auch wenn ihr später in diesem Bereich der empirischen Forschung Fehler nachgewiesen wurden, war die Vorstellung des Zusammenlebens mit den Ureinwohnern etwas fundamental Neues. Ihre Kulturvergleiche zum Zweck der Analyse westlicher Gesellschaften waren äußerst einflussreich und brachten die ethnologische Forschung in den Mittelpunkt des öffentlichen Interesses in den USA. 50 Jahre lang blieb Mead die maßgebliche Persönlichkeit der Ethnologie.

### Reaktionen
Wie Boas und Mead erwarteten, verärgerte dieses Buch viele Leser in der westlichen Welt, als es 1928 zum ersten Mal erschien. Viele amerikanische Leser waren schockiert von ihrer Beobachtung, dass junge Frauen aus Samoa die Ehe viele Jahre aufgeschoben hatten und dabei Gelegenheitssex genossen, bevor sie schließlich einen Ehemann wählten. Als eine wegweisende Studie über sexuelle Sitten war das Buch sehr umstritten und wurde häufig aus ideologischen Gründen angegriffen. So argumentierte das National Catholic Register, dass Meads Erkenntnisse lediglich eine Projektion ihrer eigenen sexuellen Überzeugungen waren und ihren Wunsch widerspiegelten, Einschränkungen ihrer eigenen Sexualität zu beseitigen. Das Intercollegiate Studies Institute nannte Coming of Age in Samoa die Nr. 1 der Liste der „50 schlechtesten Bücher des 20. Jahrhunderts“.

### Kritik an Methodik und Ergebnissen
Obwohl Coming of Age in Samoa von der akademischen Gemeinschaft großes Interesse und Lob fand, wurde die Forschungsmethode von Mead auch von mehreren Rezensenten und Anthropologen kritisiert. Mead wurde kritisiert, weil sie ihre persönlichen Spekulationen und Meinungen nicht von ihrer ethnographischen Beschreibung des samoanischen Lebens unterschied und umfassende Verallgemeinerungen auf der Grundlage eines relativ kurzen Untersuchungszeitraums vorgenommen hatte. Zum Beispiel schrieb Nels Anderson über das Buch: „Insofern es um Wissenschaft geht, ist das Buch etwas enttäuschend. Es fehlt die Dokumenten-Basis. Es wird zu viel interpretiert und zu wenig beschrieben. Dr. Mead vergisst zu oft, dass sie Ethnologin ist, sie vermischt ihre eigene Persönlichkeit mit ihrem Gegenstand.“ Kurz nach Meads Tod veröffentlichte Derek Freeman ein Buch, Margaret Mead und Samoa, in dem behauptet wurde, Mead habe nicht methodisch korrekt gearbeitet und ihre Behauptungen seien ohne Faktenbasis. Diese Kritik wird im folgenden Abschnitt ausführlich behandelt.

## The Mead-Freeman-Kontroverse

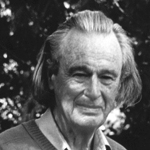
Derek Freeman

1983, fünf Jahre nach dem Tod von Mead, veröffentlichte Derek Freeman – ein neuseeländischer Anthropologe, der in Samoa lebte – Margaret Mead and Samoa. The Making and Unmaking of an Anthropological Myth. Er stellte alle wichtigen Erkenntnisse von Mead in Frage. 1988 beteiligte er sich an den Dreharbeiten zu „Margaret Mead in Samoa“, die von Frank Heimans geleitet wurden. Der Film behauptet, eine der ursprünglichen Informantinnen von Mead, nun eine ältere Frau, zu dokumentieren, in der diese schwor, dass die Informationen, die sie und ihre Freundin Mead zur Verfügung gestellt hatten, als sie Teenager waren, falsch gewesen seien. Eines der Mädchen sagte Jahre später in einem Video „Wir Mädchen kniffen uns und sagten, wir wären mit den Jungs unterwegs. Wir haben nur Spaß gemacht, aber sie hat es ernst genommen. Wie Sie wissen, sind samoanische Mädchen großartige Lügnerinnen und lieben es, sich über Leute lustig zu machen, aber Margaret dachte, dass alles wahr sei.“
Eine weitere Aussage von Mead, auf die sich Freeman konzentrierte, war ihre Behauptung, dass samoanische Mädchen durch die Verwendung von Hühnerblut ihre Jungfräulichkeit vortäuschen könnten und vortäuschen würden. Freeman wies darauf hin, dass die Jungfräulichkeit der Braut für den Status der samoanischen Männer so wichtig ist, dass sie ein spezifisches Ritual haben, bei dem die Braut manuell von dem Bräutigam selbst oder dem Häuptling entjungfert wird, was eine Täuschung durch Hühnerblut unmöglich macht. Aus diesem Grund argumentierte Freeman, Mead müsse sich auf (falsches) Hörensagen aus nicht-samoanischen Quellen gestützt haben. „1943 wusste ich, was der Ritus ‘fa'amasei'au‘ bedeutete, daher war ich sicher, dass Meads Bericht fehlerhaft war und nicht aus einer samoanischen Quelle stammen konnte.“
Die Auseinandersetzung bezog sich auf die Rolle des Taupou-Systems in der samoanischen Gesellschaft. Laut Mead ist das Taupou-System ein System institutionalisierter Jungfräulichkeit für junge Frauen von hohem Rang, und es ist ausschließlich Frauen von hohem Rang vorbehalten. Freeman zufolge ahmten alle samoanischen Frauen das „Taupou“-System nach, und Meads Informanten bestritten, als junge Frauen gelegentlichen Sex betrieben zu haben, und behaupteten, sie hätten Mead angelogen.

### Ethnologische Rezeption
Nach einer anfänglichen Flut von Diskussionen kamen viele Anthropologen zu dem Schluss, dass Freeman Meads Ansichten über die Beziehung zwischen Natur und Pflege sowie die Daten zur samoanischen Kultur systematisch falsch darstellte. Laut Freemans Kollege Robin Fox schien Freeman „aus Gründen, die zu dieser Zeit noch nicht klar waren“, einen besonderen Platz in der Hölle für Margaret Mead vorgesehen zu haben.
Darüber hinaus haben viele Feld- und Vergleichsstudien von Anthropologen festgestellt, dass die Adoleszenz nicht in allen Gesellschaften auf dieselbe Weise erlebt wird. Die systematische interkulturelle Studie von Adoleszenz von Schlegel und Barry zum Beispiel kam zu dem Schluss, dass Jugendliche in den meisten nichtindustrialisierten Gesellschaften auf der ganzen Welt harmonische Beziehungen zu ihren Familien pflegen. Sie finden, dass, wenn Familienmitglieder einander im Laufe ihres Lebens brauchen, Unabhängigkeit, ausgedrückt in jugendlicher Rebellion, minimal und kontraproduktiv ist. Jugendliche sind wahrscheinlich nur in den Industriegesellschaften rebellisch, in denen junge Erwachsene von ihren Eltern wegziehen müssen, um an neue Arbeitsorte zu ziehen. Daher wird Meads Analyse von Konflikten bei Jugendlichen in der vergleichenden Literatur über Gesellschaften weltweit bestätigt.
Erstens vermuteten diese Kritiker, dass Freeman gewartet habe, bis Mead gestorben war, bevor er seine Kritik veröffentlichte, damit sie nicht antworten konnte. Im Jahr 1978 hatte Freeman jedoch schon ein überarbeitetes Manuskript an Mead geschickt. Sie war aber schon erkrankt und starb einige Monate später, ohne ihm zu antworten.
Der zweite Kritikpunkt war, dass sich die Zeugen verändert hatten, sie waren alt geworden und hatten sich zum Christentum bekehrt. Auch die samoanische Kultur habe sich weiterentwickelt. Dies erkläre, dass ihre Antworten gegenüber Freeman anders seien als die, die sie viele Jahre vorher gegenüber Mead gegeben hatten.
Freeman wurde auch wegen methodologischer und empirischer Schwächen seiner Arbeit angegriffen. Er habe öffentliche mit privaten Äußerungen vermischt. Er selbst habe vorehelichen Geschlechtsverkehr festgestellt (In einem westsamoanischen Dorf erfasste er, dass 20 % der 15-Jährigen, 30 % der 16-Jährigen und 40 % der 17-Jährigen vorehelichen Sex gehabt hatten) 1983, kam der amerikanische Ethnologenverband ohne Einladung an Freeman zu der Entschließung, seine Arbeit sei „poorly written, unscientific, irresponsible and misleading“. Freeman lehnte diese scheindemokratische Verurteilung aufgrund der Mehrheit der Anwesenden als unwissenschaftlich ab.
In den folgenden Jahren wurde weiter heftig um Freemans Kritik gestritten, G. N. Appell sah sich überzeugt; Brady sah die allgemeinen Bedenken bestätigt, die schon von Feinberg, Leacock, Levy, Marshall, Nardi, Patience, Paxman, Scheper-Hughes, Shankman, Young, and Juan vorgetragen worden seien.
Auch Freeman wurde ideologisch motivierte Einseitigkeit vorgeworfen (Soziobiologie und Interaktionismus), seine Feststellungen zur Sexualmoral wurden wegen ihrer Begründung durch öffentliche Äußerungen relativiert, während Mead tatsächliche Praktiken untersucht habe.

## Heutige Sicht
Psychology Today beurteilte Meads Werk als reine Fiktion.

## Bibliografie
- Margaret Mead: Coming of Age in Samoa. A Psychological Study of Primitive Youth for Western Civilisation. William Morrow, New York 1928. 
  - Deutsche Ausgabe: Kindheit und Jugend auf Samoa. (= Jugend und Sexualität in primitiven Gesellschaften, Band I). Aus dem amerikanischen Englisch übersetzt von G. Carnegie. Deutscher Taschenbuch Verlag, München 1970.